# Yenga
Koordinaten: 8° 30′ N, 10° 20′ W
Yenga ist ein Dorf im Kissi Teng, Distrikt Kailahun in der Eastern Province von Sierra Leone. Das Dorf liegt an der Grenze zwischen Sierra Leone und Guinea. Yenga liegt auf einem Hügel über der südlichen Seite des Zusammenflusses des Mafissia River und des Makona River (Moa River), der hier Grenzfluss ist. Das Gebiet wird von den Kissi bewohnt. Im Juli 2012 erklärten Sierra Leone und Guinea die Entmilitarisierung des Yenga-Gebiets.

## Geschichte
Vor den späten 1990ern war Yenga ein kleines Fischerdorf. Nach der Besetzung durch die Revolutionary United Front (RUF) wurden allerdings alluviale Diamanten im Makona-Fluss gefunden. Bergbau und Landwirtschaft haben die Fischerei als Hauptwirtschaftsaktivität abgelöst.
Vor Beginn des Bürgerkriegs in Sierra Leone wurde Yenga vom Distrikt Kailahun Sierra Leones verwaltet. Im Jahr 2001, während des Bürgerkriegs, entsandte die Republik Guinea Truppen nach Yenga, um der Armee von Sierra Leone die Unterdrückung der Rebelleneinheit RUF zu erleichtern. Nach dem Sieg über die Rebellen verblieben die guineischen Soldaten in Yenga. 2002 wurde zwischen Sierra Leone und Guinea ein Abkommen geschlossen, in dem die Rückgabe von Yenga an Sierra Leone vereinbart wurde, sobald Guineas Grenzen gesichert wurden. 2005 wurde ein weiteres Abkommen zwischen Sierra Leone und Guinea geschlossen, wonach Yenga zu Sierra Leone gehört. Die beiden Staatsoberhäupter legten die diesbezüglichen Streitigkeiten im Jahr 2013 bei.
Die Verbindungsstraße zwischen Yenga und Koindu ist teilweise mittels solarbasierter Straßenbeleuchtung beleuchtet.